# Lodowicke Muggleton
Lodowicke Muggleton (1609–1697) fut dans le 17e siècle avec John Reeve le fondateur d'une secte qui fut appelée Muggletonianism.

## Biographie
Lodowicke Muggleton exerçait la profession de tailleur ; en 1651 il se mit à prêcher avec John Reeve une religion nouvelle, qui obtint en Angleterre un certain nombre de partisans. Muggleton et Reeve se prétendaient les derniers et les plus grands prophètes de Jésus-Christ. Suivant eux, l'âme de l'homme est unie à son corps d'une façon indissoluble ; elle meurt avec le corps pour renaître avec lui. Muggleton est mort le 14 mars 1697.
Ses ouvrages, précédés de son portrait, ont été publiés en 1756, avec ceux de Reeve et quelques autres traités muggletoniens et réimprimés en 1832, 3 vol. in-4°.
Divers écrits ont été publiés en Angleterre contre les Muggletoniens, nous citerons :
- Les nouveaux prophètes convaincus d'être des hérétiques, par William Penn, 1762, in-4° ;
- Exposition sincère des absurdes et dangereux principes de la secte gènéralement connue sous le nom des Muggletoniens, Londres, 1694, in-4°.